# Engelbert Katzlberger
Engelbert Katzlberger (* 27. Juli 1868 in Aspach, Oberösterreich; † 7. August 1959 ebenda) war ein österreichischer Landwirt und Politiker.

## Leben
Der Bauernsohn heiratete mit 30 Jahren eine Bauerntochter und übernahm den elterlichen Hof. Er war initiativ bei der Gründung der Schärdinger Teebuttergesellschaft, der Lagerhausgenossenschaft Geinberg und von Wassergenossenschaften. Von 1922 bis 1936 war er Mitglied des Landeskulturrates und Fachbeirat im Ackerbauministerium. Daneben war Katzlberger auch in der Kommunal- und Landespolitik tätig. Seit 1900 war er Mitglied des Gemeindeausschusses von Aspach und zwischen 1909 und 1924 sowie zwischen 1929 und 1938 Bürgermeister dieser Gemeinde. 1909 wurde Katzlberger in den Oberösterreichischen Landtag gewählt und anschließend in die Provisorische Landesversammlung entsandt. Der kleinwüchsige Mann gehörte zu den agilsten Abgeordneten des Landtages. Katzlberger war auch Gründungsmitglied des Bauernbundes und von 1919 bis 1923 Mitglied des Landesvorstandes.

## Ehrungen
- 1925 Ehrenbürger von Aspach
- 1926 Berufstitel Ökonomierat
- 1947 Silberne Raiffeisenplakette
- 1950 Goldene Raiffeisenplakette